# Gustaf Olson (boktryckare)
Gustaf Olson, född 7 april 1876 i Billarp, Härlunda socken, Småland, död 19 december 1955 på besök i Stockholm, var en svenskamerikansk boktryckare och sjukhusdirektör.
Gustaf Olson svar son till lantbrukaren Sven Olsson. Efter genomgången folkskola 1888 emigrerade han till USA, där han lärde sig till boktryckare i Minneapolis. Åren 1904–1910 var han delägare och verkställande direktör i ett tryckeri där. Vid Stockholmsutställningen 1897 vistades han i Sverige som korrespondent för facktidskriften Inland Printer i Chicago. Olson var dock intresserad av social- och sjukhusvård och deltog 1898 i stiftandet av svenska lasarettet i Minneapolis, The Swedish Hospital, och var sekreterare och ledamot av dess styrelse 1904–1921. Från 1910 ägnade han sig helt åt sjukhusförvaltning och var fram till 1921 svenska lasarettets intendent. 1922 blev han intendent för det nyöppnade California Lutheran Hospital i Los Angeles, som under hans tid kom att utvecklas till ett av stadens bästa. 1932–1936 var Olson biträdande direktör vid Los Angeles County General Hospital. År 1936 blev han direktör för Queen's Hospital i Honolulu på Hawaii. Olson var förste vice president i American Hospital Association. Han var svensk vicekonsul i Los Angeles 1931–1933 och svensk attaché vid Olympiska sommarspelen där 1932. Från 1941 var han svensk vicekonsul i Honolulu.